# الحمامي الجديدة

تعديل مصدري - تعديل

الحمامي الجديدة هي إحدى حارات حي الظهار بمدينة إب اليمنية، بلغ تعداد سكانها 645 نسمة حسب تعداد اليمن لعام 2004.